# Dares murudensis
Dares murudensis ist ein relativ kleiner Vertreter der Gespenstschrecken. Die Art ist wie die meisten anderen Vertreter der Gattung Dares auf Borneo heimisch.

## Merkmale
Die in beiden Geschlechtern flügellose Art ist die kleinste der Gattung Dares. Die Weibchen sind lediglich 2,6 bis 3,5 cm lang. Die Männchen bleiben mit etwa 2,5 bis 3,0 cm Länge noch kleiner. Abgesehen von der geringeren Größe zeigt Dares murdensis den gattungstypischen Habitus.
Die Weibchen haben auf dem Kopf einen erhöhten, quadratischen Bereich, auf dem sich unterschiedlich ausgeprägte vordere, zentrale und hintere Okzipitaltuberkel befinden. Daneben sind die seitlichen Okzipitaltuberkel zu finden. Die Anzahl der Fühlerglieder der Weibchen variiert zwischen 22 (beim Holotypus) und 23 (bei allen anderen bisher untersuchten Tieren), wobei das Basalglied (Scapus) und das Wendeglied (Pedicellus) jeweils einen Zahn am äußeren Rand haben. Das sich nach hinten leicht erweiternde Pronotum besitzt eine Querrille, welche markanter ist als die bei Dares multispinosus. Auf der Oberfläche befinden sich die vorderen und hinteren Medialtuberkel des Pronotums und kleinere prä- und postmediane Tuberkel. Sie sind weniger ausgeprägt als bei Dares ulula, aber deutlicher als bei Dares mjobergi. Das Mesonotum zeigt zwei große vordere Randtuberkel und zwei mittlere hintere Hügel. Die Mesopleuren haben Tuberkel und das Mesosternum zwei abgerundete Tuberkel. Das Metanotum zeigt eine undeutliche Längskante, einen kleinen hinteren Hügel mit einem undeutlichen Tuberkel an der Spitze. Die rauen Metapleuren besitzen große Tuberkel über den Coxen. Auf dem Metasternum sind zwei undeutliche abgerundete Tuberkel erkennbar. Auf dem rauen Abdomen ist ein Längskamm (Carina) zu finden, der in den ersten beiden Segmenten undeutlich und in den Segmenten drei bis sechs deutlicher ist. Die seitlichen Ränder der Segmente vier und fünf werden durch undeutliche Tuberkel erweitert. An den Rändern des zweiten und dritten Segments sind keine Tuberkel zu finden. Die hinteren Tuberkel der Segmente drei bis sechs sind sehr klein und paarig. Der mittlere Längskamm ist auf dem achten Segment hinten gegabelt. Ebenso auf dem neunten Segment, wo er hoch und schmal ist. Segment zehn enthält ein Paar von
Tuberkeln in der Nähe des vorderen Rands und kurze seitliche Kanten nahe dem hinteren Rand. Seine Spitze ist gerade und hat keine Einbuchtungen. Die Femuren aller Beine sind an den Kanten mit Tuberkeln besetzt. Die Meso- und Metafemuren tragen an den Spitzen der ventralen Kanten ein Paar kleiner Stacheln oder spitzer Tuberkel. Alle Tibien sind frei von Tuberkeln.
Die Körperoberfläche der Männchen ist matt und rot- bis schwarzbraun gefärbt. Deutlich ausgebildete Stacheln am Thorax, wie sie bei anderen Vertretern der Gattung vorhanden sind, fehlen ihnen. Im hinteren Bereich der Oberseite von Meso- und Metanotum befindet sich lediglich je ein Paar Erhebungen, die weniger in einer Spitze als in einem größeren Tuberkel gipfeln. Ähnlich ausgebildete Strukturen befinden sich im hinteren Bereich der Metapleuren oberhalb der Hintercoxen. Anders als bei Dares philippinensis fehlen ihnen diese an den Mesopleuren. Auf dem Hinterkopf bilden die zwei Paare der vorderen und hinteren Koronalen eine Krone aus vier kurzen Stacheln, wie sie in ähnlicher Ausprägung auch bei anderen Arten zu finden ist.

## Vorkommen und Lebensweise
Dares murudensis ist von verschiedenen Fundorten im Norden Borneos bekannt. Das der Erstbeschreibung zugrunde liegende Weibchen wurde am Mount Murud, dem höchsten Berg in Sarawak, in einer Höhe zwischen 2134 und 2195 Metern gefunden. Nur etwa 20 Kilometer südlich befindet sich mit Bario, einer Dorfgemeinschaft in den Kelabit Highlands ein weiterer Fundort. Hier wurde die Art auf etwa 900 Metern Höhe nachgewiesen. Der dritte Fundort ist das Crocker Range Gebirge, welches die Ost- von der Westküste Sabahs trennt. Dort wurde die Art 2006 nahe Keningau und später auch bei Tambunan gefunden. Es gibt aufgrund der bisherige Funde Hinweise darauf, dass die in höheren Lagen lebenden Tiere kleiner bleiben als die aus niedrigeren.
Als Nahrungspflanzen sind Rosengewächse die Molukkische Brombeere (Rubus moluccanus), Kirschmyrten (Eugenia) und die Echte Guave (Psidium guajava) bekannt. In ihrer nächtlichen Lebensweise und der tagsüber zur Tarnung genutzten Phytomimese ähnelt sie den anderen Dares-Arten. Die Eier sind etwa 3,2 mm lang, aber nur gut 2 mm breit und durch den großen Deckel (Operculum) nicht ganz kugelförmig. Sie sind dunkelbraun gefärbt und mit hellbraunen Flecken um die wenigen Borsten gezeichnet. Einer der drei Arme der Mikropylarplatte erreicht den Rand des Deckels, die anderen beiden verlaufen zirkulär um das Ei. Die Nymphen, die nach etwa 4 Monaten aus den Eiern schlüpfen, sind dann knapp 1 cm lang. Bis sie adult sind benötigen sie etwa 10 bis 12 Monate.

## Entdeckung, Taxonomie und Systematik
Philip E. Bragg beschrieb Dares murudensis 1998 anhand eines adulten Weibchens, welches von Dr. Eric Georg Mjöberg am namensgebenden Mount Murud gesammelt worden war. Hinterlegt ist dieser Holotypus, dem Bragg noch ein Ei aus dem Abdomen entnehmen konnte, im Naturalis Biodiversity Center in Leiden. Wann das Tier gesammelt wurde, ist nicht bekannt. Bragg selbst sammelte am 25. Dezember 2006 zusammen mit Paul Jenning lebende Tiere dieser Art nahe Keningau im Crocker Range Gebirge in Sabah und damit etwa 170 Kilometer nördlich vom Mount Murud. Ohne zu bemerken, dass die Art bereits beschrieben war, wurde sie erfolgreich als Dares sp. 'Crocker Range' in Zucht gebracht. Erst 2014 wurde ihre Artzugehörigkeit von Thies H. Büscher erkannt.

## Terraristik
Dares murudensis ist seit 2007 als vierte und kleinste Art der Gattung in der europäischen Terraristik zu finden. Der Zuchtstamm geht auf die 2006 von Bragg und Jenning gefundenen Tiere zurück und wurde bis zu seiner Identifizierung durch Büscher 2014 als Dares sp. 'Crocker Range' bezeichnet. Die Art ist leicht zu halten und zu züchten. Bei höherer Luftfeuchtigkeit sind die Tiere annähernd schwarz, bei trockeneren Haltungsbedingungen sind die Weibchen eher braun und die Männchen eher rotbraun gefärbt. Die abgelegten Eier können bei Verwendung eines leicht feuchten Substrates auf dem Boden zur Inkubation im Terrarium verbleiben. Gefressen werden Blätter von Haseln, Brombeeren und vielen anderen Rosengewächsen. Von der Phasmid Study Group wird die Art seit Mitte 2013 unter der PSG-Nummer 332 geführt.

## Bilder

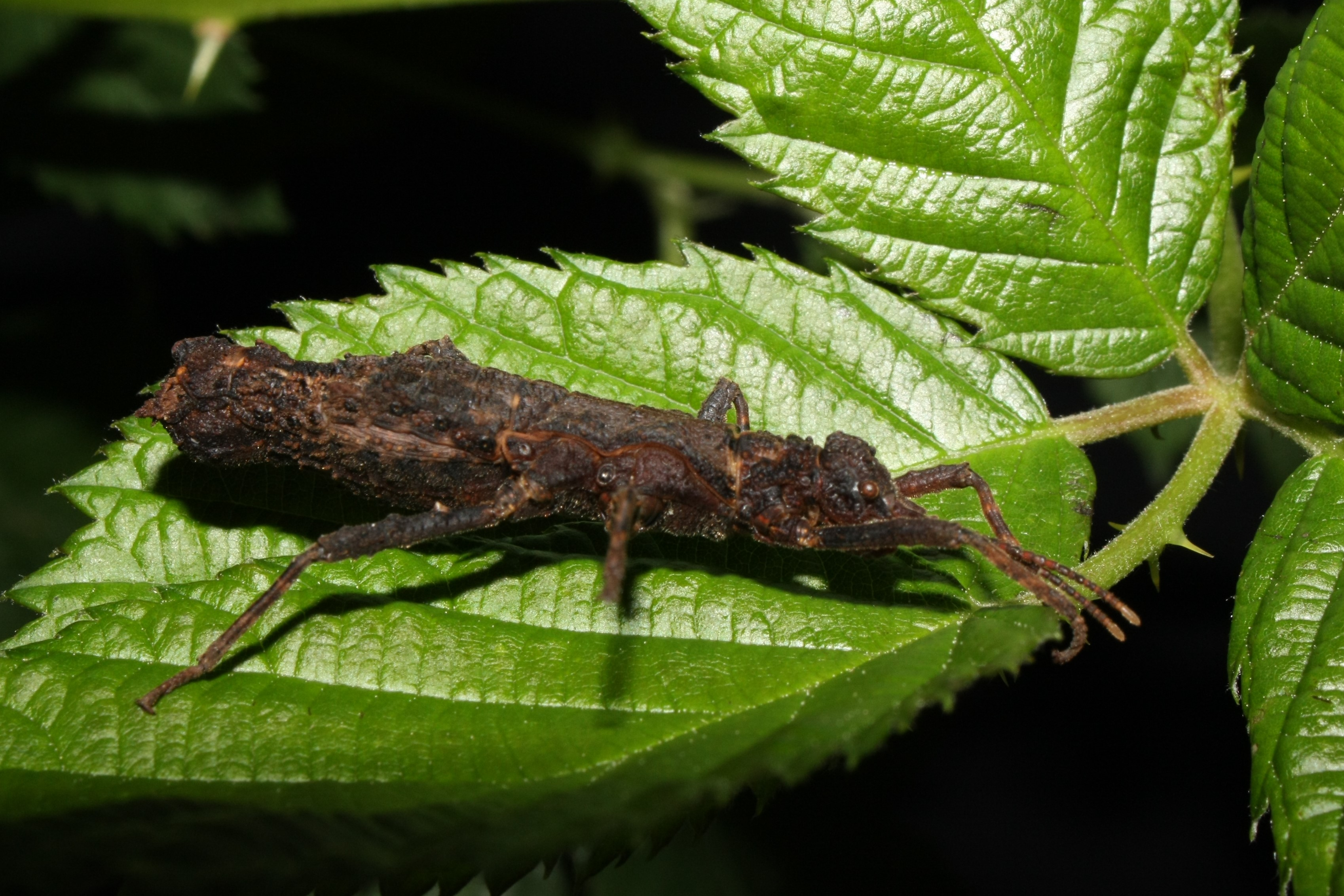
Dares murudensis, Weibchen
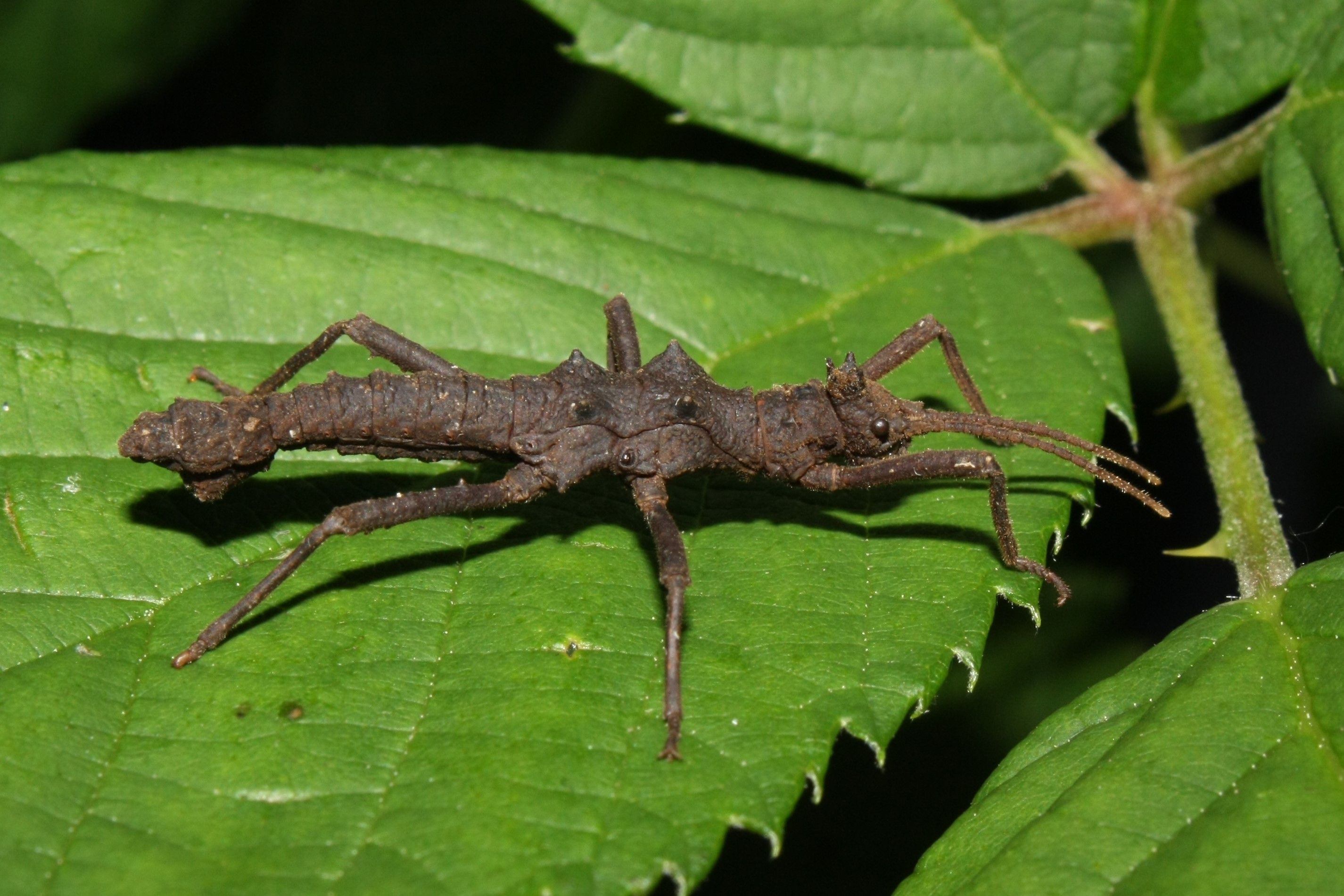
Dares murudensis, Männchen
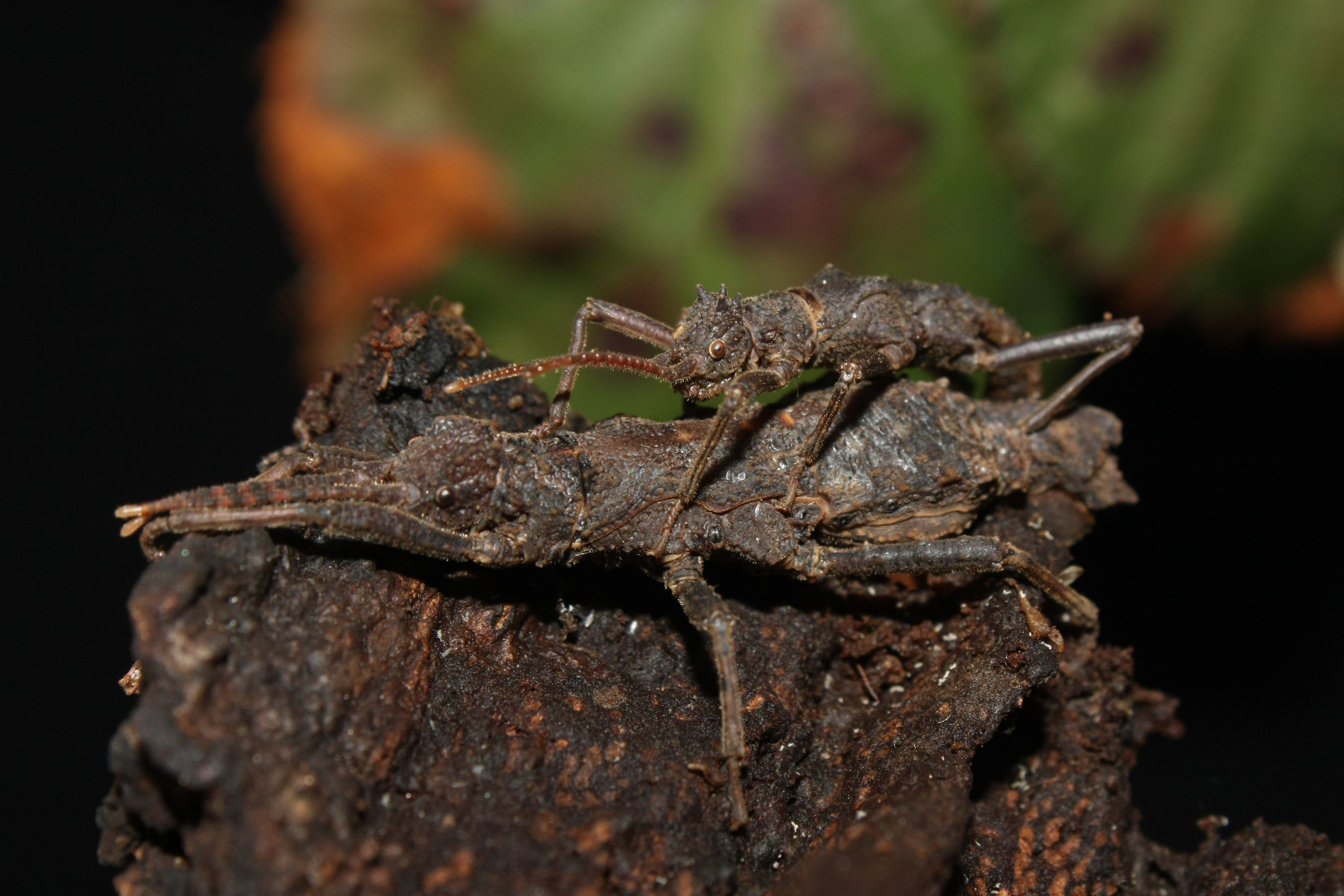
Dares murudensis, Pärchen
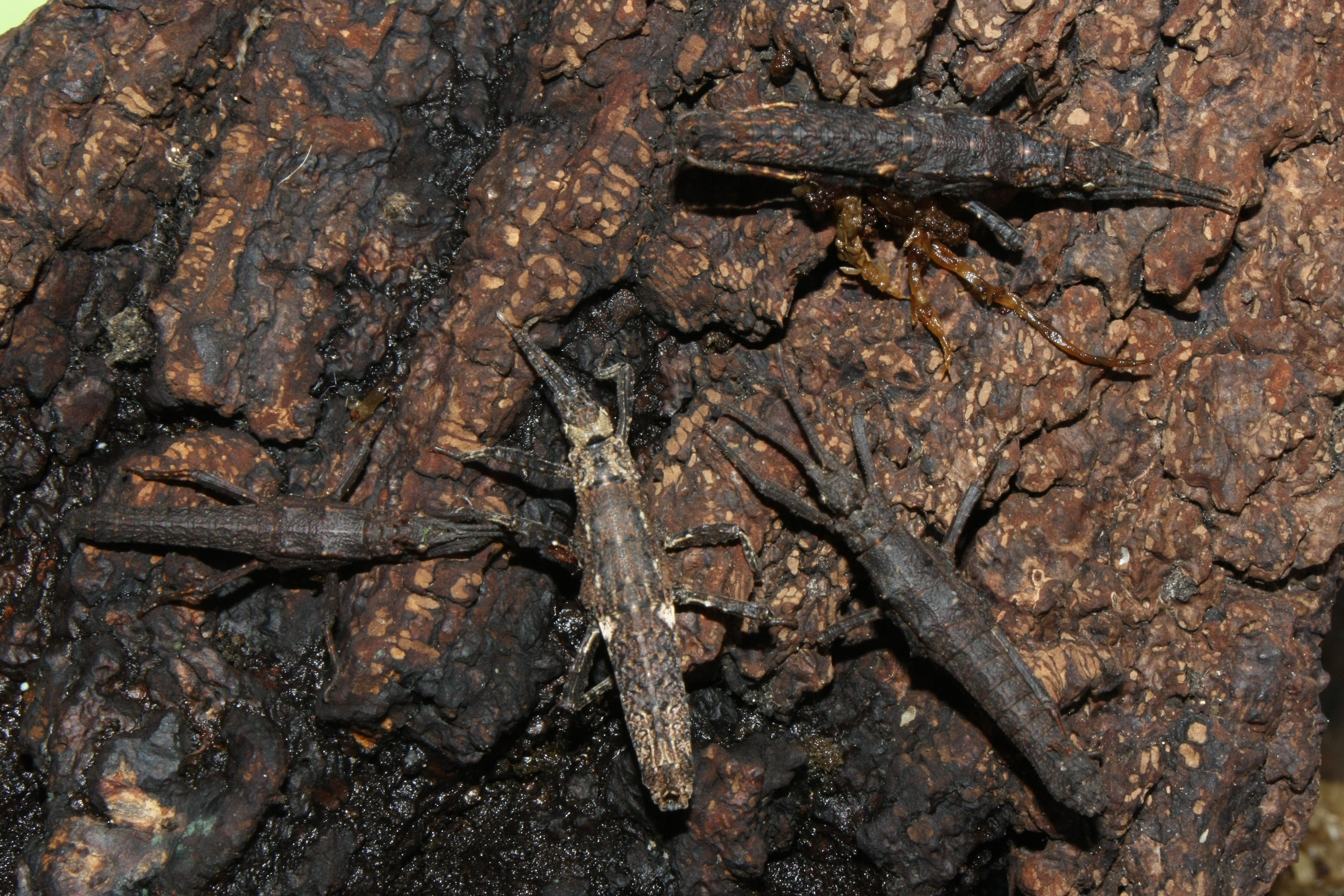
Dares murudensis, Nymphen